# Dvorana Brinje
Dvorana Brinje je športna dvorana v Grosuplju zgrajena leta 2000. Sprejme okoli 600 gledalcev. Primerna je za igranje rokometa, košarke, odbojke, futsala, za plezanje... Ima tudi dve manjši telovadnici, kjer imajo treninge plesni klubi. 
V njej občasno potekajo tudi prireditve, koncerti,...
25. septembra 2012 je dvorana gostila košarkarski superpokal za moške med Union Olimpijo in Krko. Zmagala je ekipa Krke z rezultatom 84:81.

V njej igrajo domače ligaške in prvenstvene tekme:
- Rokometni klub Grosuplje
- Košarkarski klub Grosuplje
- Odbojkarski klub Flip-Flop Grosuplje
- Ženski košarkarski klub Grosuplje

V dvorani pa potekajo tudi tekmovanja v plezanju, futsalu...